# Diplom-Kriminologe

Diplomurkunde eines Absolventen des Studiengangs Aufbaustudium Kriminologie

Diplom-Kriminologe (Abk. Dipl.-Krim.) ist ein akademischer Grad, der in Deutschland an Hochschulabsolventen des an der Universität Hamburg von 1984 bis 2005 angebotenen Studiengangs Aufbaustudium Kriminologie verliehen wurde.

## Vorläufer: Diplomierte Kriminologen an der Universität des Saarlandes (1953–1956)
Bereits in den Fünfziger Jahren des 20. Jahrhunderts hatte es am Institut für Kriminologie der Universität des Saarlandes einen zweijährigen Studiengang der Kriminologie gegeben, das ebenfalls mit einem Diplom in Kriminologie abgeschlossen werden konnte. Adressaten dieses nur wenige Jahre lang bestehenden Studienangebotes waren sowohl Juristen als auch Polizeibeamte.

## DasAufbaustudium Kriminologieund das NachfolgeangebotM.A. Internationale Kriminologie
Das Aufbaustudium Kriminologie war von 1984 bis 2000 zunächst am damaligen Fachbereich Rechtswissenschaften II der Universität Hamburg ansässig, bevor es im Jahr 2000 mit dem neu gegründeten Institut für Kriminologische Sozialforschung der Universität Hamburg an den Fachbereich Sozialwissenschaften umzog. Zum Wintersemester 2005/2006 wurde das Aufbaustudium im Zuge der Bolognareformen durch den Masterstudiengang Internationale Kriminologie mit dem Abschluss Master of Arts (120 ECTS) ersetzt. Die letzten Prüfungsverfahren im Diplomstudiengang mussten laut Amtlicher Bekanntmachung der Universität Hamburg vom 20. September 2013 bis zum 31. März 2015 abgeschlossen sein. Auch der Nachfolgestudiengang M.A. Internationale Kriminologie wurde zum Wintersemester 2022/23 eingestellt.
Beim Aufbaustudium Kriminologie handelte es sich um das bundesweit erste autonome kriminologische Hochschulstudium. Es war von seinen Studieninhalten her von Beginn an sozialwissenschaftlich ausgerichtet und (seit dem Jahr 2000) auch institutionell an der Fakultät für Wirtschafts- und Sozialwissenschaften verankert. Seitdem ermöglichte es seinen Absolventen, den Diplom-Kriminologen und Diplom-Kriminologinnen – ebenso wie der nachfolgende Masterstudiengang Internationale Kriminologie – auch eine sich anschließende Promotion zum Dr. phil. im Fach Kriminologie. Vor dem Umzug des Aufbaustudium an den Fachbereich Sozialwissenschaften hatte es noch keine direkte Promotionsmöglichkeit für Diplom-Kriminologen im Fach Kriminologie gegeben. Das Diplomstudium hatte – wie auch der Nachfolger M.A. Internationale Kriminologie – eine Regelstudienzeit von vier Semestern und baute auf ein vorheriges abgeschlossenes Hochschulstudium der Soziologie, Psychologie, Pädagogik, Humanmedizin, Rechtswissenschaft oder verwandter Fächer auf. Das Studium knüpfte an die Perspektiven der Kritischen Kriminologie an und war um die Themenschwerpunkte Policing und Gewalt herum konzipiert.

## DasKontaktstudium Kriminologieund der Weiterbildungsmaster
Parallel zum Aufbaustudium Kriminologie, das mit dem akademischen Grad Diplom-Kriminologe abgeschlossen werden konnte, wurde ein Kontaktstudium Kriminologie für Berufstätige angeboten. Für dessen Abschluss wurde jedoch kein akademischer Grad verliehen, Absolventen erhielten vielmehr einen Kontaktstudienbrief. Aus diesem Kontaktstudium wurde sodann das nach wie vor angebotene weiterbildende Masterstudium Kriminologie (60 ECTS). Es ist ebenfalls sozialwissenschaftlich ausgerichtet und interdisziplinär im Schnittfeld zwischen Sozialwissenschaft, Rechtswissenschaft, Verwaltungswissenschaft, Psychologie und Sozialer Arbeit angesiedelt. Die Vermittlung fachspezifischer Kenntnisse und die Diskussion aktueller Entwicklungen sollen eine theoretische Analyse und tiefergehende Reflexion kriminologisch relevanter Praxis und ihrer Bezüge zur gegenwärtigen Kriminalpolitik ermöglichen. Es richtet sich an Berufstätige aus kriminologisch einschlägigen Tätigkeitsbereichen wie z. B. der Polizei, der Strafjustiz und dem Strafvollzug, der Rechtspflege und der Sozialen Arbeit.